# Thomas Pogge
Thomas Pogge (Hamburg, 1953) és un filòsof alemany, Doctorat a la Universitat Harvard, actualment professor a la Universitat Yale. És el Director d'investigació al Centre d'Estudi de la Ment en la Natura (CSMN), a la Universitat d'Oslo.

## Obra
L'originalitat de la contribució de Pogge es troba en la seva insistència en el paper dels deures negatius del més rics envers els més pobres del món, i no en els seus deures positius. Pogge afirma que els individus més rics tenen un deure imperiós de justícia que els obliga a actuar per tal d'erradicar la pobresa, i això bàsicament perquè han violat els seus deures negatius, (tals com el de no imposar-los un ordre institucional mundial injust). Pogge ha arribat a criticar Rawls considerant que la seva teoria sobre el dret de gents, no respon a criteris equitatius. Actualment treballa amb l'economista Aidan Hollis en un projecte sobre la salut i el dret als medicaments que promou un sistema de pagament dels medicaments en funció de l'impacte que tinguin sobre la salut global.

### Publicacions rellevants
- Politics as Usual (Polity, 2010);
- Kant, Rawls and Global Justice (Shanghai Translation Press, 2010),
- Hacer justicia a la humanidad (FCE, 2009)
- La pobreza en el mundo y los derechos humanos (Paidós, 2005).